# Gare d'Ekawasaki
La gare d'Ekawasaki (江川崎駅, Ekawasaki-eki) est une gare ferroviaire localisée dans la ville de Shimanto, dans la préfecture de Kōchi au Japon. La gare est exploitée par la JR Shikoku, sur la ligne Yodo.

## Situation ferroviaire
Établie à 58 mètres d'altitude, la gare d'Ekawasaki est située au point kilométrique (PK) 42.7 de la ligne Yodo.

## Histoire
- 26 mars 1953 : Ouverture de la gare par la Japanese National Railways. En 1953, la gare était un terminus de ligne.
- 1er mars 1974 : Toutes les gares entre celle-ci et Wakai, ouvrent le même jour.
- 1er avril 1987 : La Japanese National Railways est découpée en plusieurs sociétés, la JR Shikoku reprend l'organisation de cette gare.
- 1er octobre 2010 : La gare devient une gare sans préposé de gare[1].

## Service des voyageurs

### Ligne ferroviaire
- JR Shikoku :
  - Ligne Yodo G34

### Quai
- Cette gare dispose d'un quai et de deux voies.

| N° de voie | Ligne  | Direction    |
| ---------- | ------ | ------------ |
| 1・2       | ▆ Yodo | Kita-Uwajima |
| 1・2       | ▆ Yodo | Wakai        |